# Aubers Ridge British Cemetery
Le cimetière « Aubers Ridge British Cemetery » est un cimetière de la Première Guerre mondiale situé à Aubers (Nord). Le cimetière est entretenu par la Commonwealth War Graves Commission.

## Histoire
Situé à la sortie sud-ouest du village, le Aubers Ridge British Cemetery est un cimetière militaire du Commonwealth établi après l’armistice de 1918. Il regroupe les sépultures de soldats tombés lors des combats autour d’Aubers, notamment durant la bataille de Fromelles (19-20 juillet 1916), la bataille de Neuve-Chapelle (mars 1915), la bataille d’Aubers Ridge (9 mai 1915) et l’offensive finale d’octobre 1918.
Le cimetière contient 722 tombes, dont 719 de la Première Guerre mondiale et 3 de la Seconde Guerre mondiale. Parmi les soldats de la Grande Guerre, 444 sont non identifiés. Un mémorial spécial rend hommage à un soldat britannique présumé inhumé parmi eux.
Le site a été conçu par les architectes Charles Holden et William Harrison Cowlishaw. Il est caractérisé par un aménagement paysager sobre, comprenant une Croix du Sacrifice au centre, un Stone of Remembrance sur le côté droit, et un abri en briques à l’arrière. Le cimetière couvre une superficie de 2 476 m² et est entouré d’une bordure basse.
Le cimetière est accessible en fauteuil roulant avec une certaine difficulté. Un accès alternatif sans marche est disponible via une entrée latérale.

## Galerie

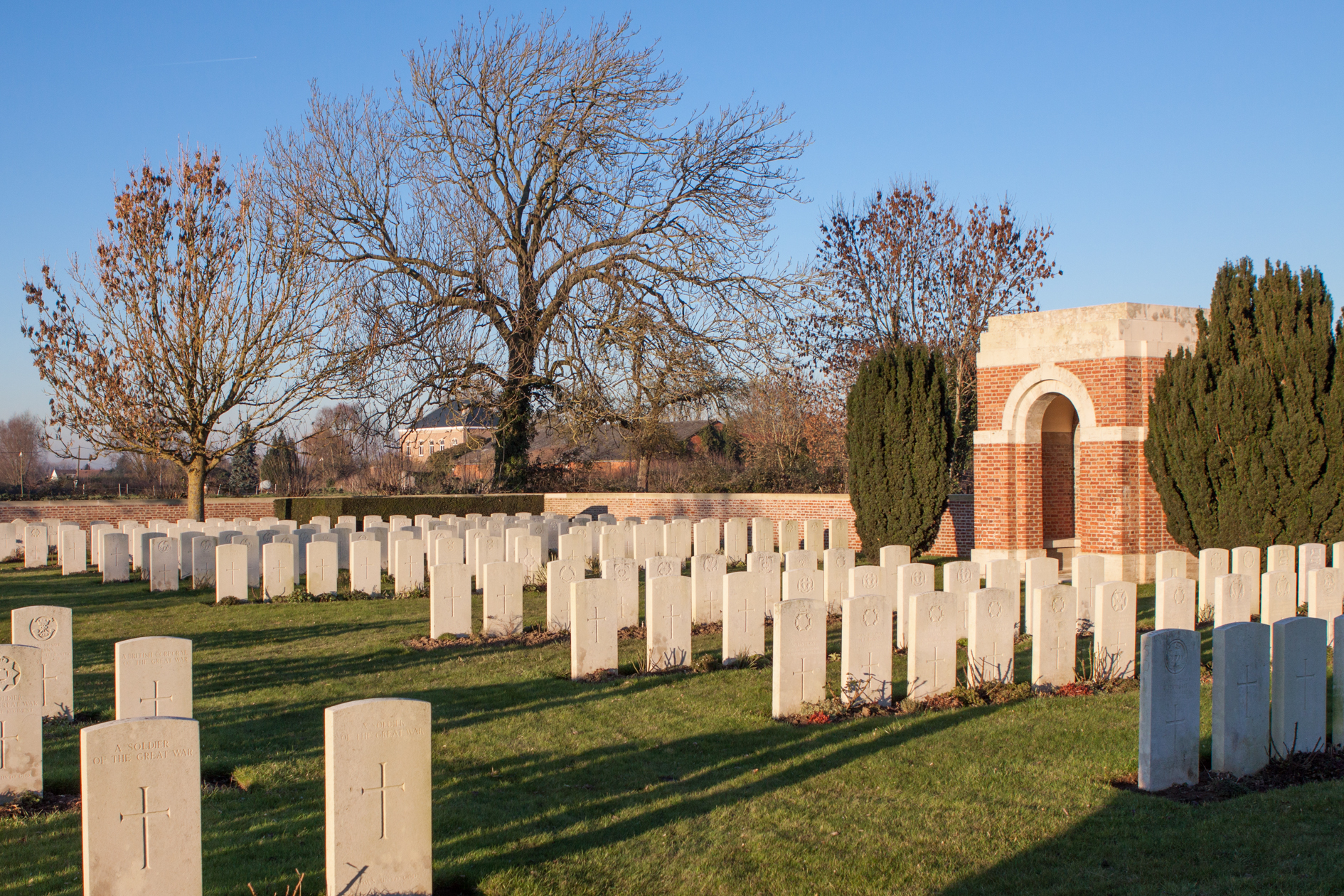
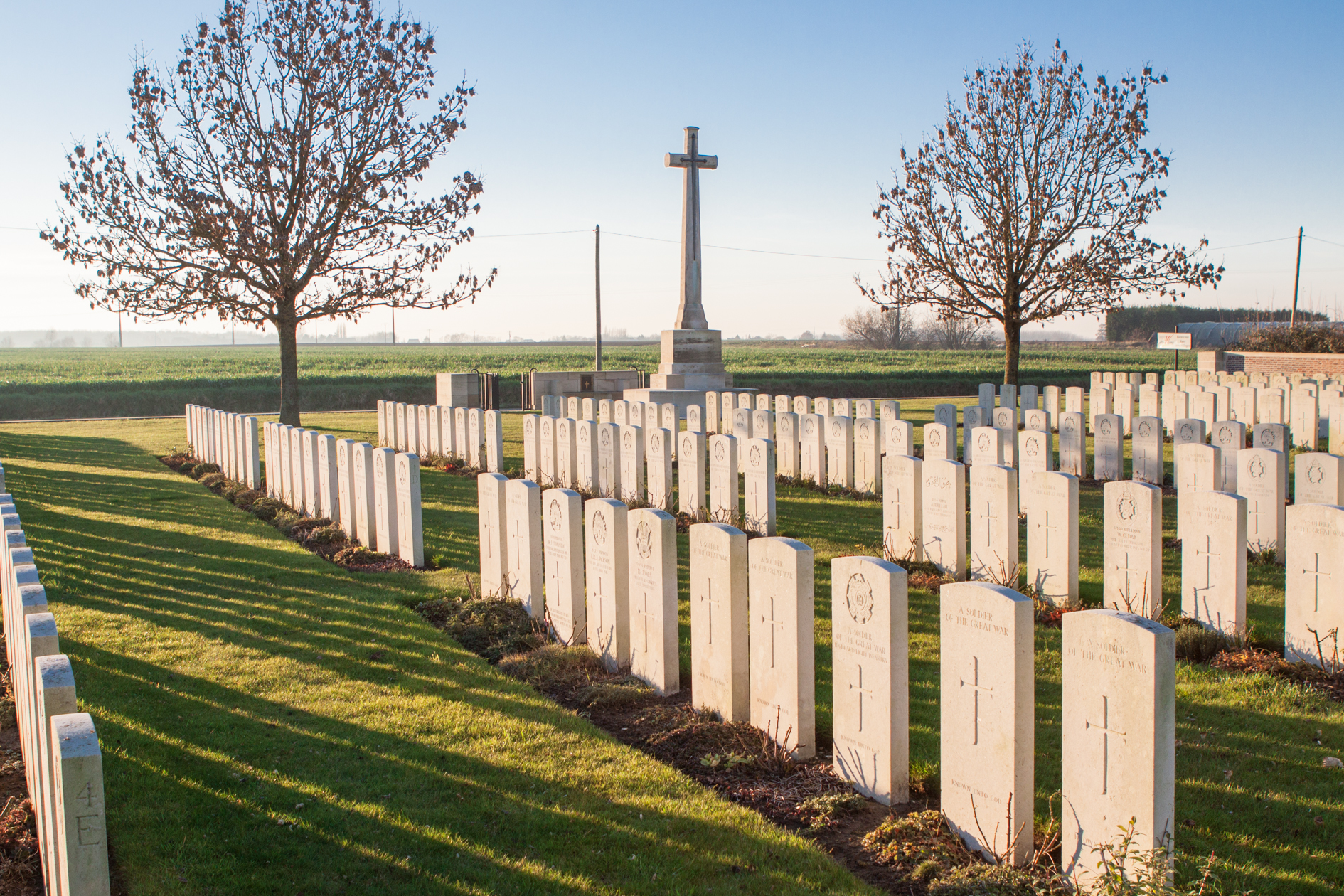
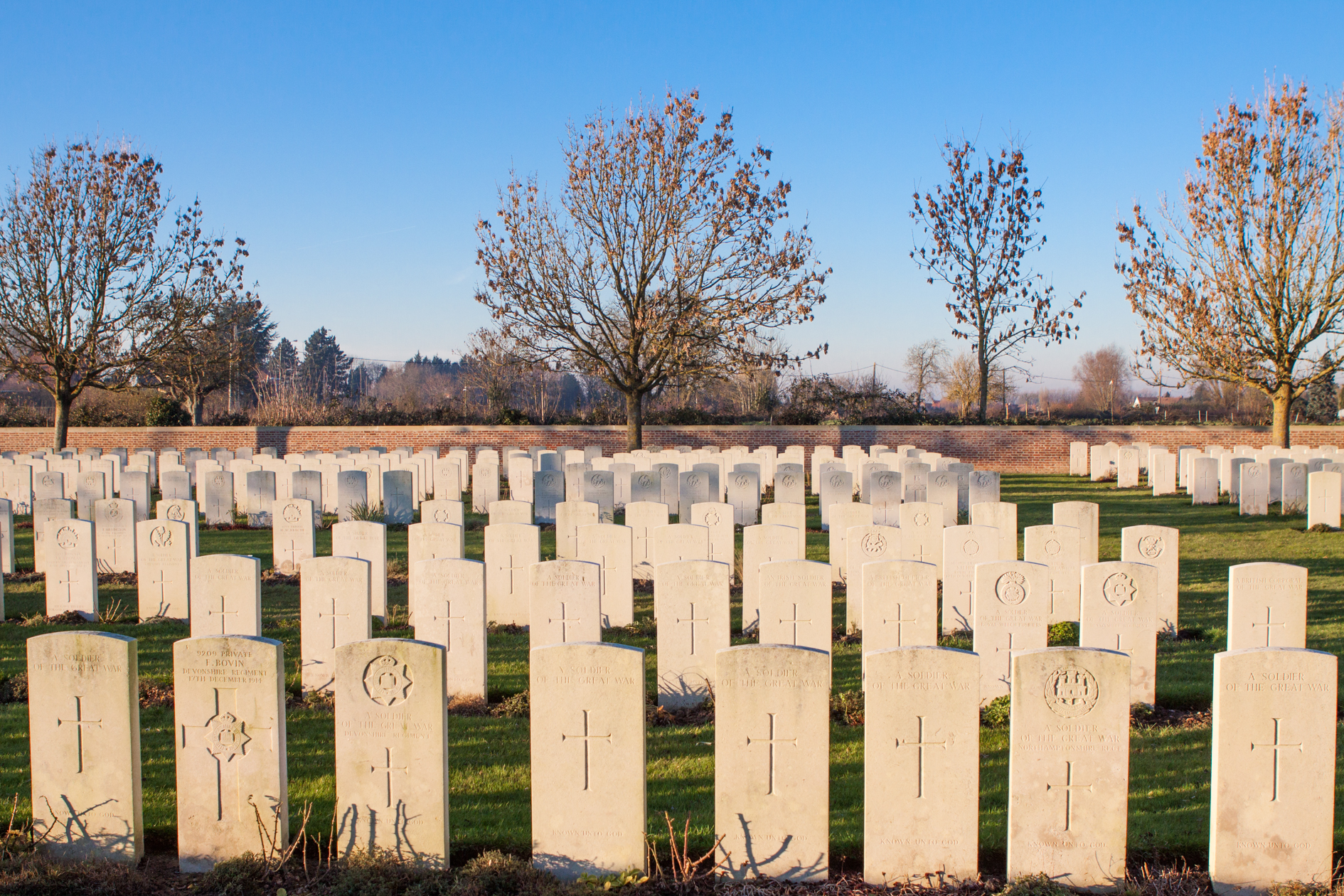
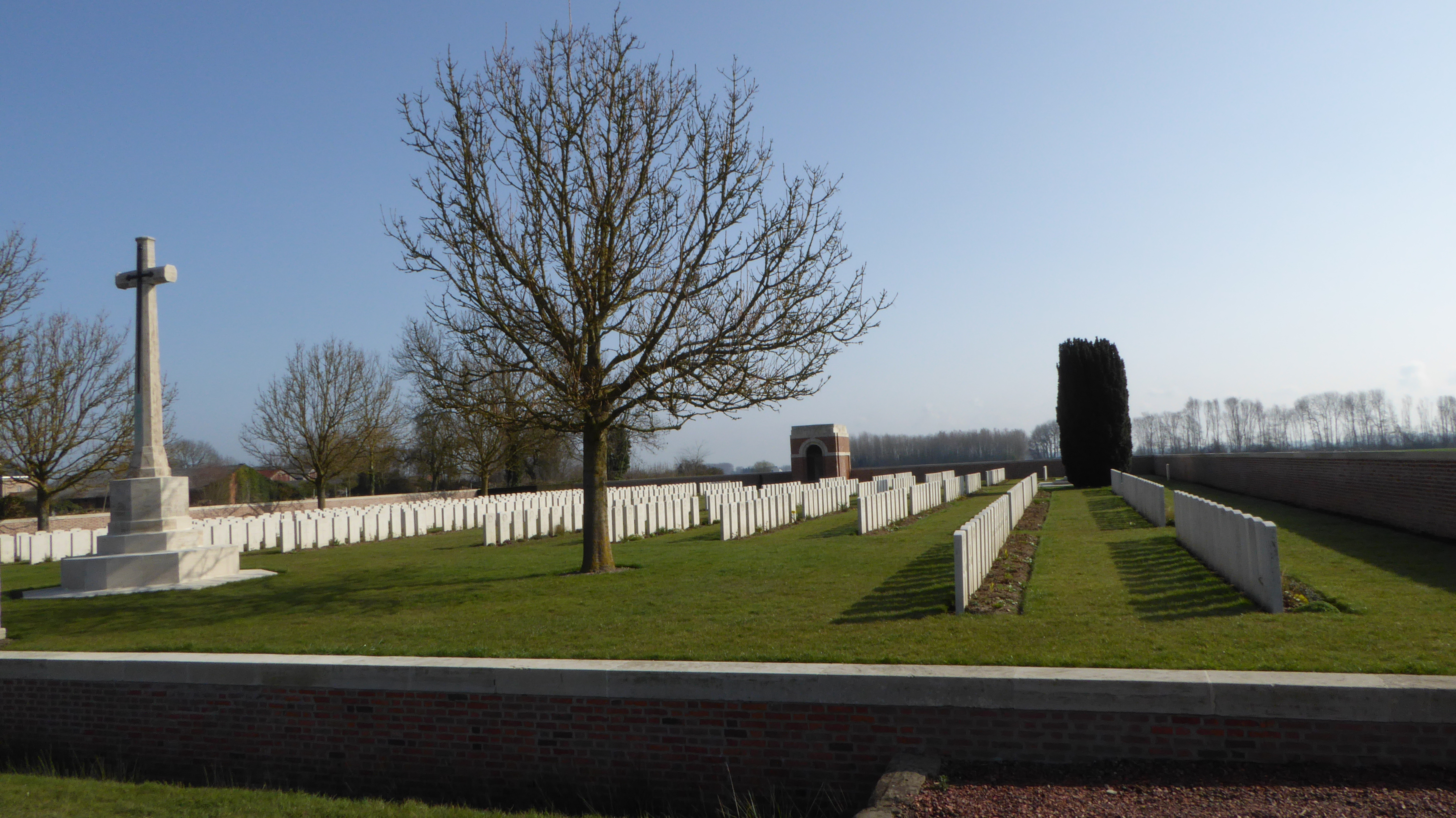

## Victimes
| Pays        | Victimes |
| ----------- | -------- |
| Royaume-Uni | 594      |
| Australie   | 124      |
| Inde        | 1        |
| Total       | 719      |

## Coordonnées GPS
50° 35′ 22″ nord, 2° 50′ 11″ est